# Киргизово
Киргизово (баш. Ҡырғыҙ) — деревня в Краснокамском районе Башкортостана, входит в состав Новокаинлыковского сельсовета.

## Название
Топоним Киргизово происходит от названия башкирского племени кыргыз (баш. ҡырғыҙ).

## Население
| 2002 | 2009 | 2010 |
| ---- | ---- | ---- |
| 104  | ↗123 | ↗124 |

Национальный состав
Согласно переписи 2002 года, преобладающая национальность — марийцы (96 %).

## Географическое положение
Расстояние до:
- районного центра (Николо-Берёзовка): 62 км,
- центра сельсовета (Новый Каинлык): 12 км,
- ближайшей ж/д станции (Нефтекамск): 55 км.